# غاري ساندي
غاري ساندي (بالإنجليزية: Gary Sandy)‏ هو ممثل أمريكي، ولد في 25 ديسمبر 1945 بدايتون في الولايات المتحدة.

## أعمال

### مسلسلات
- سامرسيت

## وصلات خارجية
- غاري ساندي على موقع IMDb (الإنجليزية)
- غاري ساندي على موقع ألو سيني (الفرنسية)
- غاري ساندي على موقع أول موفي (الإنجليزية)
- غاري ساندي على موقع قاعدة بيانات برودواي على الإنترنت (الإنجليزية)
- غاري ساندي على موقع قاعدة بيانات الأفلام السويدية (السويدية)
- غاري ساندي على موقع إن إن دي بي (الإنجليزية)
- غاري ساندي على موقع قاعدة بيانات الفيلم (الإنجليزية)
- غاري ساندي على موقع كينوبويسك (الروسية)